# Piera
Pour les articles homonymes, voir Piera (homonymie).
Piera est une commune de la comarque d'Anoia dans la province de Barcelone en Catalogne (Espagne).

## Culture locale et patrimoine

### Personnalités liées à la municipalité
- Toni Bou (1986-) : pilote né à Piera.